# Luis Durnwalder
Luis Durnwalder (Pfalzen, 23 de septiembre de 1941) es un político italiano, presidente de la Provincia Autónoma de Bozen/Bolzano y de la Región Autónoma del Trentino-Tirol del Sur. 
Estudió en Austria para luego convertirse en presidente del poderoso "Südtiroler Bauernbund" (asociación de agricultores surtiroleses). Entra en política y es elegido alcalde de su pueblo natal (de 1969 a 1973), y luego, en 1973, llega a ser consejero provincial y vicepresidente del Consejo de 1976 a 1978. Durante diez años ejerció de asesor provincial y desde el 17 de marzo de 1989 preside la junta provincial autónoma de Bozen. 
Presidente de la junta provincial (Landeshauptmann) de la Provincia Autónoma de Bozen, ha sido renovado en su cargo con mayoría absoluta tres veces consecutivas. Su partido es el Partido Popular Sudtirolés. 
Desde 2004, también ha sido presidente de la Región Trentino-Alto Adige/Südtirol. A la mitad de su legislatura, Durnwalder ha sido reemplazado por su colega trentino Lorenzo Dellai, asumiendo él la vicepresidencia de la Región. 